# Maha Boowa Ñanasampanno
Ajaan Maha Boowa (12 de agosto de 1913 - 30 de enero de 2011) fue un monje budista tailandés.

## Biografía
Nació en Udorn-thani, en el noreste de Tailandia en 1913. Llegó a ser monje a las usanzas de su monasterio local y empezó a estudiar pali y los textos sagrados. En esta época, también comenzó a practicar la meditación, aunque sin haber encontrado un maestro apropiado. Después, recibió cierta luz del Ven. Ajahn Mun Bhuridatta e inmediatamente sintió que aquello era realmente algo especial, y que se trataba de alguien que tuvo ciertos logros en la práctica del Dhamma.
Después de haber terminado sus Tres Grados de Estudios Pali, abandonó el monasterio y los estudios para seguir al Ven. Ajahn Mun Bhuridatta dentro de los bosques del noreste de Tailandia. Cuando alcanzó al Ven, Ajahn Mun Bhuridatta le dijo que debería poner sus conocimientos académicos al costado y concentrase exclusivamente en la meditación, y eso fue lo que hizo. Muy a menudo se iba a los retiros solitarios en las junglas, pero siempre retornaba para buscar consejos del Ven. Ajahn Mun Bhuridatta. Estuvo con él a lo largo de los siete años hasta el día, en el cual el Ven Ajahn Mun Bhuridatta murió.
El vigor y la determinación sin compromisos por la práctica del Dhamma atrajo a otros monjes que se dedicaron a la meditación y finalmente fundaron el Wat Pa Bahn Tahd en un bosque cercano al pueblo, en el cual nació el Ven. Ajaan Maha Boowa. Esto permitió que su madre viniera y viviera como monja en el monasterio.
Ven. Ajaan Maha Boowa era bien conocido por su influencia que ejercía y por su habilidad de enseñanza a través de las pláticas sobre el Dhamma, especialmente por su lenguaje directo y dinámico. Obviamente, esto reflejaba su propia actitud y la manera de cómo él mismo practicaba el Dhamma. Eso está mejor ejemplificado mediante las charlas sobre el Dhamma y meditación que ofrecía en Wat Pa Bahn Tahd. Estas charlas, normalmente empezaban con la frescura de los atardeceres y con las lámparas encendidas, siendo el ruido de los insectos y las cigarras el único sonido que llegaba de la envolvente jungla. Frecuentemente, empezaba sus pláticas con momentos de quietud —que es la única preparación que necesitaba—, para luego, calmadamente, empezar su exposición del Dhamma.